# Jüdischer Friedhof (Głowaczów)
Koordinaten: 51° 36′ 55,8″ N, 21° 18′ 38,9″ O

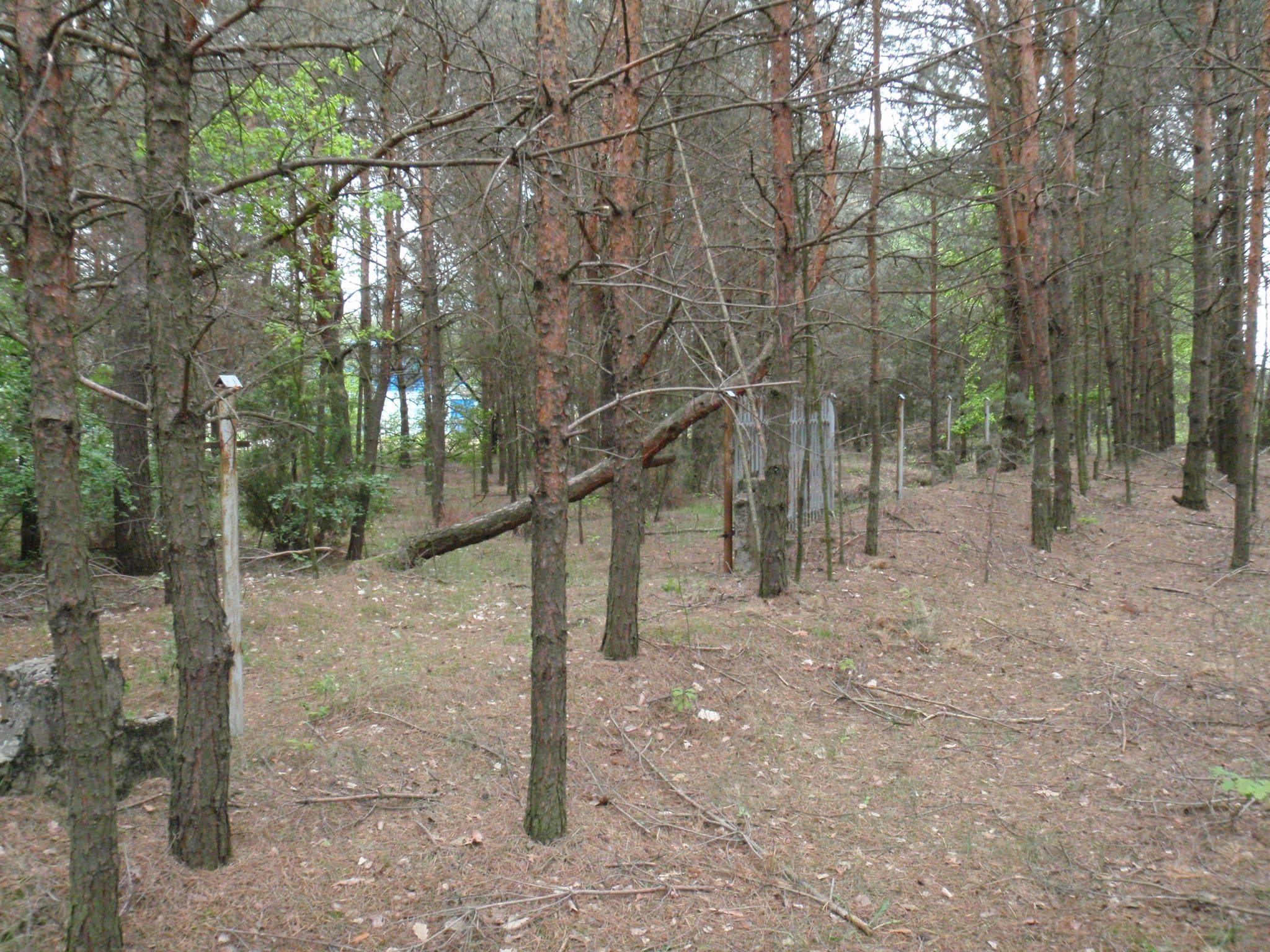
Jüdischer Friedhof in Głowaczów

Der Jüdische Friedhof in Głowaczów, einer polnischen Stadt in der Woiwodschaft Masowien, wurde im 18. Jahrhundert angelegt. Der jüdische Friedhof befindet sich südlich des Ortes in einem Wäldchen.
Auf dem circa 6300 Quadratmeter großen Friedhof sind keine Grabsteine mehr vorhanden.